# 愚図 (曲)
「愚図」（ぐず）は、1975年9月10日に発売された研ナオコの9枚目のシングル。

## 解説
1971年に歌手デビュー以来、オリコンチャートで初めてベスト10位以内にランクされる。また、1975年の第4回FNS歌謡祭で最優秀歌謡音楽賞を受賞した。
ジャケットの題字は森繁久彌が手掛けた。

## 収録曲
- 両楽曲共に、作曲：宇崎竜童

1. 愚図（4分20秒）
作詞：阿木燿子／編曲：竜崎孝路
2. サヨナラは嫌いな言葉（3分47秒）
作詞：島武実／編曲：馬飼野康二

## カバー
- 内藤やす子（1976年、アルバム「すきま風」収録）
- 佳苗（2003年、8thシングル）
- 宇崎竜童（2004年、アルバム「しなやかにしたたかに〜女たちへ」収録、セルフカバー）